# Park Neung-hoo
Park Neung-hoo (Hangul: 박능후; Hanja: 朴淩厚; Hán-Việt: Phác Lăng Hậu, sinh ngày 24 tháng 6 năm 1956) là một học giả phúc lợi xã hội Hàn Quốc hiện đang giữ chức Bộ trưởng Y tế và Phúc lợi kể từ khi được Tổng thống Moon Jae-in in bổ nhiệm vào tháng 7 năm 2017. Ông trước đây là giáo sư của Bộ Phúc lợi Xã hội tại Đại học Kyonggi. Park đang dẫn đầu các nỗ lực chống lại sự lây lan của COVID-19 tại Hàn Quốc.

## Tiểu sử
Park chào đời tại huyện Haman, tỉnh Gyeongsang Nam, Hàn Quốc vào năm 1956. Ông tốt nghiệp Đại học Quốc gia Seoul bằng Cử nhân  Kinh tế và Thạc sĩ về khoa học chính trị. Năm 1998, ông lấy bằng Tiến sĩ về phúc lợi xã hội từ Đại học California, Berkeley. Park đã nghiên cứu vấn đề nghèo đói và phúc lợi xã hội trong hơn ba thập kỷ ở học viện. Nhờ sự bổ nhiệm này, Tổng thống Moon đã hoàn thành việc thành lập nội các đầu tiên của mình vào năm 2017. Tính đến năm 2020, ông đang lãnh đạo một trong ba bộ mà người đứng đầu không thay đổi kể từ khi nhiệm kỳ tổng thống của Moon bắt đầu, cùng với Bộ trưởng Đất đai, Hạ tầng và Giao thông Kim Hyun-mee và Bộ trưởng Ngoại giao Kang Kyung-wha.

## Tranh cãi
Ngày 2 tháng 12 năm 2019, Bộ trưởng Bộ Y tế Park đã đưa ra những nhận xét gây tranh cãi về một vụ lạm dụng tình dục trẻ em trong đó một bé gái năm tuổi bị một bé trai năm tuổi khác lạm dụng tình dục. Park nói rằng đó là “hành vi tự nhiên qua các giai đoạn phát triển”, xuất hiện bên cạnh hung thủ, gây ra sự phản đối công khai. Bộ Y tế và Phúc lợi Hàn Quốc đã xin lỗi nạn nhân, gia đình cô bé và những người khác bị tổn thương bởi những lời phát biểu của Park, thay mặt cho bộ trưởng.
Ngày 26 tháng 2 năm 2020, những lời phát biểu của Park Neung-hoo gây ra tranh cãi khi ông đổ lỗi cho công dân Hàn Quốc vì đã phát tán COVID-19, nói rằng “nguyên nhân lớn nhất là người Hàn Quốc chúng ta rời khỏi Trung Quốc”. Park cũng tuyên bố rằng Hiệp hội Bệnh Truyền nhiễm Hàn Quốc đã không đề xuất lệnh cấm nhập cảnh vào các quốc gia bị nhiễm bệnh, điều này là không chính xác. Các nhà lập pháp đối lập cho rằng Tổng thống Moon Jae-in nên sa thải Park.